# Миньцы
Миньцы (кит. трад. 闽民系, упр. 閩民系, пиньинь Mǐn mínxì, палл. Минь миньси; также в научной литературе употребляются термины минь-говорящие китайцы и ханьцы, говорящие на миньских языках; англ. Min Chinese speakers или англ. Min-speaking peoples) — крупная этнолингвистическая и субкультурная подгруппа китайцев, населяющая несколько провинций Восточного и Южного Китая (прежде всего Фуцзянь, Гуандун и Хайнань), а также Тайвань; кроме того, составляют значительную долю среди хуацяо в Юго-Восточной Азии, Северной Америке и Европе.

## География
В Восточном и Южном Китае ареал расселения миньцев простирается от южной части провинции Чжэцзян до южной части провинции Гуандун, включая прибрежные и внутренние районы провинции Фуцзянь, прибрежные районы островной провинции Хайнань, восточную часть провинции Цзянси, а также специальные административные районы Гонконг и Макао. В Гуандуне миньцы не расселены сплошным массивом, а сконцентрированы в двух областях (Чаошань на северо-востоке и Лэйчжоу на юго-западе), разделённых между собой дельтой Жемчужной реки, которая является историческим центром формирования кантонцев.
За пределами КНР миньцы населяют прибрежные районы острова Тайвань, где составляют большинство среди местных ханьцев (около 70 %), а также преобладают среди хуацяо Юго-Восточной Азии (особенно в таких странах, как Таиланд, Камбоджа, Мьянма, Малайзия, Сингапур и Филиппины). В Таиланде и Камбодже большинство китайцев говорят на чаошаньском диалекте, а в Мьянме, Малайзии и Сингапуре, на Тайване и Филиппинах — на цюаньчжанском диалекте (хок-кьень).

## Численность

Основные китайские языки и диалекты

В мире насчитывается около 100 млн людей, говорящих на миньских языках. По состоянию на середину 1990-х годов, миньцы (минь-говорящие китайцы) входили в пятёрку крупнейших этнолингвистических групп Китая (49 млн носителей южноминьского, около 10,5 млн носителей североминьского, около 9 млн носителей восточноминьского и около 2,5 млн носителей пусяньского), уступая лишь носителям северокитайского (885 млн), у (77,1 млн) и юэ (66 млн), опережая такие крупные языковые группы, как цзинь (45 млн), сян (36 млн), хакка (34 млн) и гань (20,5 млн).
По состоянию на 2019 год на северокитайском языке в Китае говорило 1,11 млрд человек, на языке у — 81,5 млн, на юэ — 73,5 млн, на южноминьском — 50,4 млн, на хакка — 48,4 млн, на цзинь — 46,9 млн, на сян — 37,3 млн и на гань — 22,1 млн человек.
За пределами КНР крупнейшие диаспоры миньцев расположены на Тайване, в странах Юго-Восточной Азии (Филиппины, Малайзия, Сингапур, Индонезия, Таиланд, Камбоджа, Вьетнам, Мьянма, Бруней), а также в США, Канаде, Европе (Великобритания, Франция, Италия), Австралии, Японии, Южной Корее и Африке (Мадагаскар). Согласно различным оценкам, за пределами Китая проживает 40—45 млн миньцев и их потомков. Сложность итогового подсчёта заключается в том, что одни источники вносят миньцев Тайваня в общее количество миньцев Китая, а другие — нет.

## История

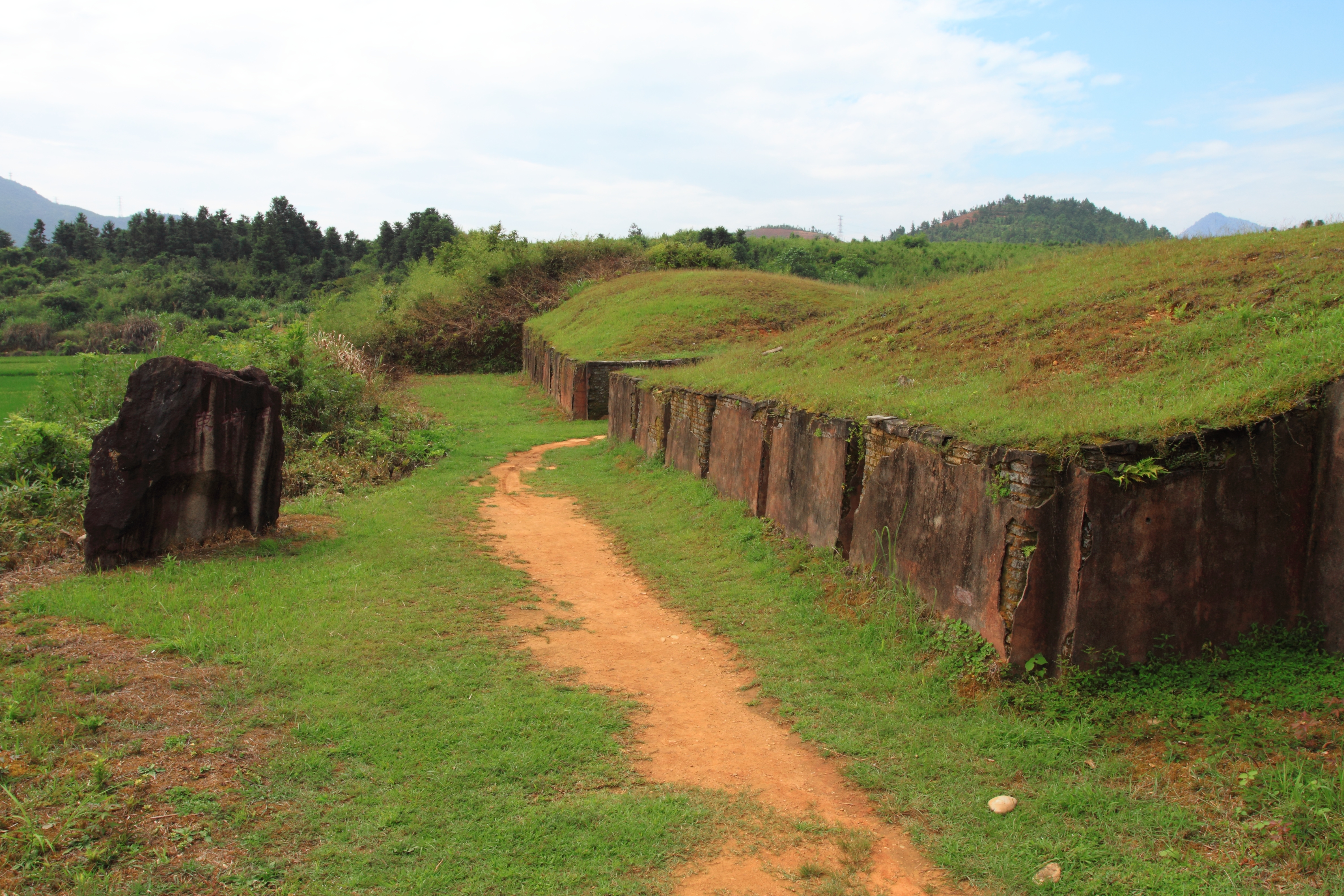
Руины ханьского города в Уишане

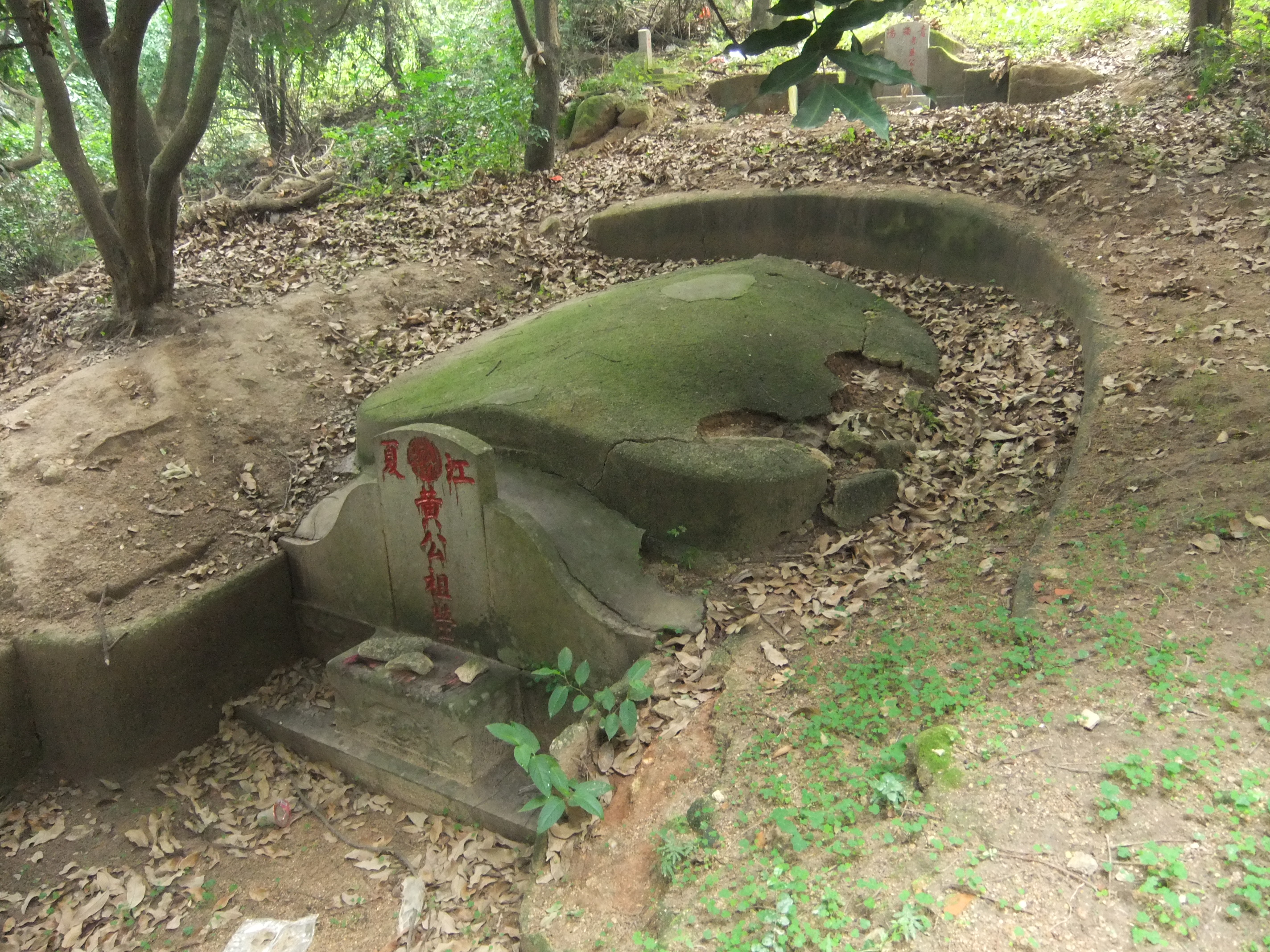
Могила в виде черепахи в Фынцзэ

В древности территорию современной провинции Фуцзянь населяли различные племена тайского и вьетского происхождения, известные под собирательным названием байюэ («сто юэ»). Исторической колыбелью миньцев является древнее царство Миньюэ, основанное в 334 году до н. э. членами правящей династии царства Юэ (территория современной провинции Чжэцзян). Согласно исторической хронике «Ши цзи», они бежали на юг после того, как Юэ захватили объединившиеся царства Чу и Ци. В 223 году до н. э. царство Цинь захватило Чу, а в следующем году принудило к сдаче правителя Миньюэ. В 221 году до н. э. была образована империя Цинь, земли Миньюэ вошли в состав округа Миньчжун, власти которого размещались в Дунъе на территории современного Фучжоу. После развала империи Цинь в 206 году до н. э. правитель Миньюэ встал на сторону Лю Бана, за что тот после основания новой династии Хань позволил в 202 году до н. э. воссоздать царство Миньюэ в качестве вассала империи.
Империя Хань несколько раз пыталась завоевать Миньюэ, но горный рельеф и изолированные долины не позволяли ханьцам закрепиться на этих землях. В 183 году до н. э. Миньюэ попало под контроль соседнего царства Наньюэ, которым правил могущественный Чжао У-ди. В 135 году до н. э. Миньюэ напало на владения Чжао Мо, который обратился за помощью к ханьцам. Однако вскоре в Миньюэ произошёл дворцовый переворот и царство стало вассалом Хань. В 111 году до н. э. войска ханьского императора У-ди заняли столицу Наньюэ, город Панью, а на следующий год захвалили столицу Миньюэ, город Фучжоу. С тех пор начался процесс китаизации миньцев, однако в храмах северной части Фуцзяни до сих пор почитают правителей Миньюэ.

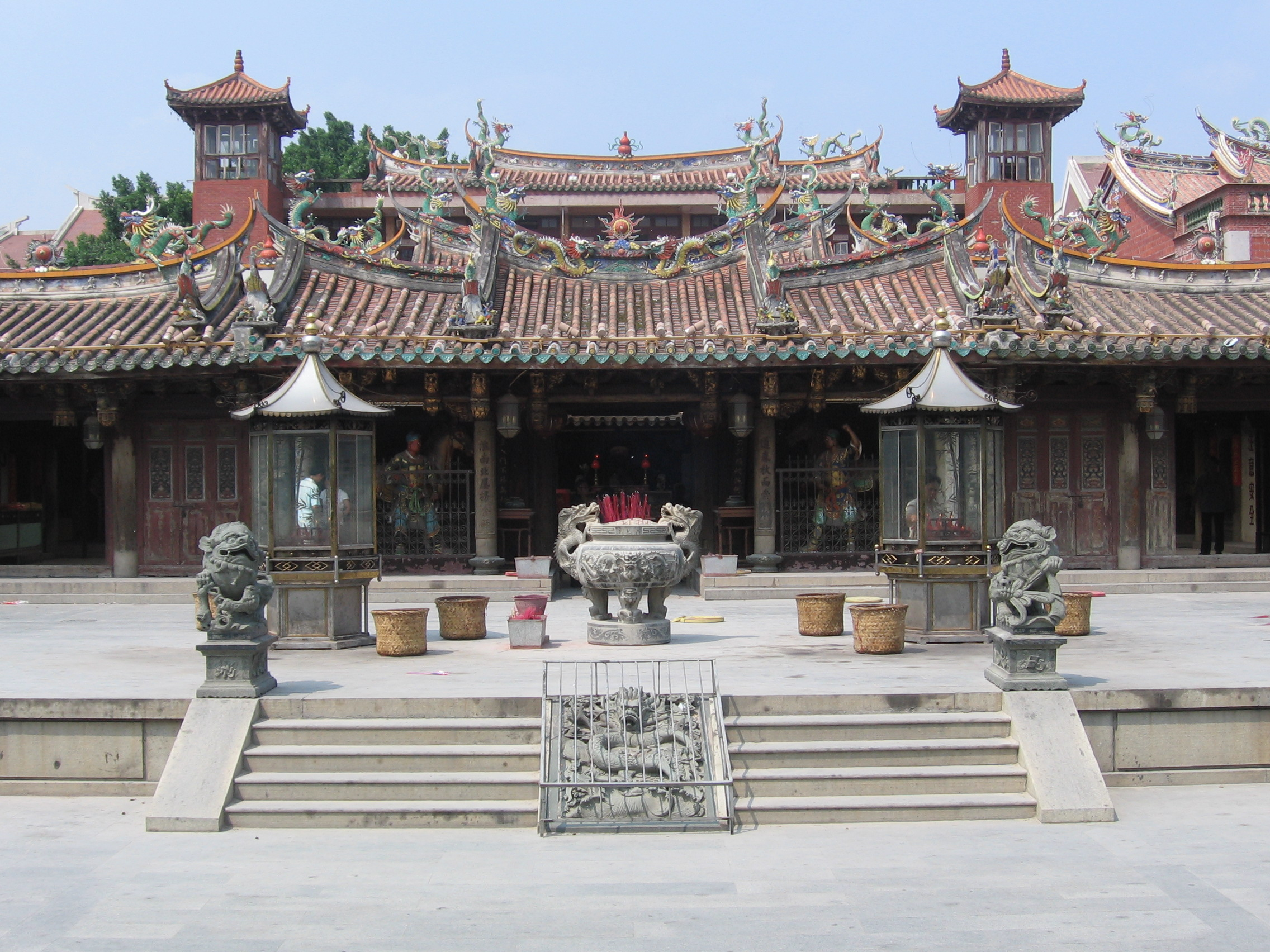
Храм в честь Гуань Юя и Юэ Фэя в Цюаньчжоу

В правление императора Сянь-ди Ханьская империя распалась, после чего Фуцзянь вошла в состав царства У, правитель которого Сунь Цюань пытался покорить племена горных юэ. В эпоху династий Цзинь, Лян и Чэнь земли современной Фуцзяни продолжали оставаться относительно малонаселёнными, периодически принимая волны китайских беженцев с севера и долины Янцзы. В период династий Суй (581—618), Тан (618—907) и Сун (960—1279) центральные власти слабо контролировали Южный Китай, а внутренние конфликты и внешние вторжения вынуждали китайцев массово мигрировать из Северного Китая в Фуцзянь. В начале X века в горной части Фуцзяни образовалось автономное царство Минь со столицей в Чанлэ.
В эпоху династии Сун территория Фуцзяни была известна как «восемь земель минь». Нашествие киданей, образовавших империю Ляо, вновь привело к массовому исходу китайцев на юг. Монгольское завоевание империи Южная Сун (в 1276 году сунский двор бежал из Ханчжоу сперва в Фучжоу, а затем в Цюаньчжоу) привело к присоединению Фуцзяни к владениям империи Юань. После изгнания монголов и образования династии Мин, император Хунъу в 1371 году ввёл запрет морской торговли. Жители прибрежных деревень, лишившиеся всех доходов, стали массово эмигрировать на острова Тайвань и Рюкю, а также в Юго-Восточную Азию. Многие бывшие рыбаки и моряки вливались в ряды пиратов вокоу, которые грабили китайское побережье.
В ходе маньчжурского завоевания Китая императорский двор вновь бежал из Ханчжоу в Фучжоу, а затем в Сямынь и на Тайвань. Маньчжуры в 1647 году восстановили «морской запрет», направленный главным образом против пиратского главаря Чжэн Чэнгуна, который контролировал побережье Фуцзяни и Тайваня. Чтобы лишить пиратов поддержки со стороны населения, маньчжуры силой выселили всех местных жителей с побережья Гуандуна, Фуцзяни и Чжэцзяна вглубь страны.
После Первой опиумной войны цинские власти были вынуждены открыть для иностранцев порты Сямынь (Амой) и Фучжоу. Разруха, голод, военные и политические потрясения второй половины XIX — начала XX века (особенно Вторая опиумная война, Франко-китайская война и Синьхайская революция) привели к тому, что многие миньцы стали эмигрировать из Фуцзяни на Тайвань, Хайнань и Филиппины, а также в Гуандун, Гонконг, Вьетнам, Камбоджу, Таиланд, Малайзию, Сингапур и Индонезию.
В дальнейшем Фуцзянь значительно пострадала во время Гражданской войны и Японо-китайской войны, что также побудило многих миньцев уехать за рубеж. Спасаясь от репрессий коммунистов, многие гоминьдановцы бежали из Фуцзяни на Тайвань и острова Цзиньмэнь. С началом экономических реформ в прибрежные города Фуцзяни хлынули инвестиции из Гонконга, Макао, Тайваня, Сингапура, Японии, США и Европы. Открытие многочисленных китайских и иностранных предприятий привлекло в провинцию трудовых мигрантов из Северного и Центрального Китая, говоривших на путунхуа. Однако население горных округов Наньпин, Саньмин и Лунъянь во многом сохранило локальные миньские диалекты и традиционный уклад жизни (включая местные верования, обряды, фольклор и кулинарные традиции).

## Язык
Миньские языки (также употребляются термины фуцзяньский язык, хок-кьень и хокло) распространены по обеим берегам Тайваньского пролива (провинция Фуцзянь в КНР и остров Тайвань), а также в провинциях Хайнань, Гуандун (исторический регион Чаошань, округ Чжуншань и полуостров Лэйчжоу) и Чжэцзян (южные уезды Вэньчжоу и архипелаг Чжоушань); кроме того, различные миньские диалекты широко распространены среди хуацяо Юго-Восточной Азии, США, Австралии и Европы.
Этимология языков минь происходит от названия реки Минь, от которой, в свою очередь, произошли названия древнего царства Миньюэ и исторического региона Минь (современная провинция Фуцзянь). Многие миньские языки сохранили заметные черты древнекитайского языка и имеют значительный лингвистический субстрат байюэ, однако не все миньские диалекты являются прямыми потомками среднекитайского языка, сложившегося в эпоху Суй и Тан. Различные диалекты миньских языков слабо взаимопонятны между собой и практически непонятны носителям других китайских языков (не только северного путунхуа, но и соседних кантонского, хакка, гань или у).

### Историческое развитие
Формирование миньских праязыков началось после того, как династия Хань захватила царство Миньюэ, что привело к частичному смешению китайцев с местными племенами байюэ. Территория Фуцзяни представляет собой гористую местность, пересечённую многочисленными речными долинами. Основные миграционные волны китайцев, следовавших с севера на юг, начинались в бассейне Янцзы и проходили по долинам рек Сян и Гань, а не вдоль морского побережья. Из-за этого миньские языки испытали меньше влияния северокитайских языков, чем другие языки Южного Китая. Таким образом, большинство разновидностей современного китайского языка являются производными от среднекитайского языка эпохи Тан, в то время как миньский язык содержит следы более старых вариаций эпохи Хань.
На формирование миньских языков прежде всего влияли миграционные волны, бравшие своё начало на Великой Китайской равнине. Одной из первых таких волн было массовое бегство на юг китайцев из Северного Китая, вызванное вторжением на земли империи Цзинь кочевых племён, известных как «пять варваров» (304—316 года). Во второй половине VII века танские войска подавили восстание шэ, после чего в Фуцзянь были переселены многочисленные китайские колонисты. В конце IX века новый танский губернатор Ван Чао перебросил в Фуцзянь большую армию из Хэнани, а в 909 году, после падения династии Тан, его сын Ван Шэньчжи, опираясь на эту армию, основал царство Минь. Все эти масштабные миграции китайцев привели к почти полной ассимиляции как местных байюэ, так и их локальных диалектов.
Американский синолог Джерри Норман выделял в словарном запасе современного миньского языка четыре исторических слоя: австроазиатский субстрат эпохи Миньюэ; ранний китайский слой, принесённый переселенцами из Чжэцзяна в эпоху Хань; средний китайский слой эпохи Южных и Северных династий; и поздний литературный слой, основанный на койне танской столицы Чанъань. Другие учёные относят древнейший субстрат миньских языков к австронезийской языковой семье.

### Языковые группы и диалекты
| Шаоцзян Северный Центральный | Восточный Пусянь Южный | Лэйчжоу Хайнаньский |

Основные миньские языки Китая и Тайваня согласно Языковому атласу Китая:
Шаоцзян
Северный
Центральный
Восточный
Пусянь
Южный
Лэйчжоу
Хайнаньский

Миньские языки имеют наибольшее диалектное разнообразие среди всех китайских языков. Часто миньские диалекты из соседних округов, а иногда даже из соседних горных деревень, взаимно непонятны.
Ранние классификации делили миньские языки на северную и южную подгруппы. Позже добавилось деление на прибрежные и внутренние диалекты. Абсолютное большинство миньцев Фуцзяни, Тайваня, Гуандуна, Хайнани и Юго-Восточной Азии говорят на прибрежных диалектах. К ним относятся миньдун и его престижная форма — фучжоуский диалект; пусянь; миньнань и его наиболее распространённые вариации (хок-кьень, тайваньский, чаошаньский и чжэнаньский); лэйчжоу и хайнаньский.
Внутренние диалекты миньских языков имеют гораздо меньше носителей. В их состав входят миньбэй, миньчжун и шаоцзян (на последний очень сильное влияние оказали языки хакка и гань).
- Шаоцзянский язык[англ.] (шаоцзян)
  - Шаоуский диалект[англ.] (Наньпин)
  - Цзянлэский диалект[англ.] (Саньмин)
- Северноминьский язык (миньбэй)
  - Цзяньоуский диалект (Наньпин)
  - Цзяньянский диалект[англ.] (Наньпин)
  - Сунсийский диалект (Наньпин)
  - Чжэнхэский диалект (Наньпин)
- Среднеминьский язык (миньчжун)
  - Саньминский диалект[англ.] (Саньмин)
  - Юнъаньский диалект[англ.] (Саньмин)
  - Шасяньский диалект[англ.] (Саньмин)
- Восточноминьский язык (миньдун)
  - Маньцзянский диалект[англ.] (Вэньчжоу)
  - Ниндэский диалект[англ.] (Ниндэ)
  - Фуаньский диалект[англ.] (Ниндэ)
  - Фучжоуский диалект (Фучжоу)
  - Фуцинский диалект (Фучжоу)
- Пусяньский язык (пусянь)
  - Путяньский диалект?! (Путянь)
  - Сяньюский диалект (Путянь)
- Южноминьский язык (миньнань или баньлам)[43]
  - Цюаньчжанский диалект (хок-кьень)
    - Цюаньчжоуский хок-кьень[англ.] (Цюаньчжоу)
    - Амойский диалект (Сямынь)
    - Чжанчжоуский хок-кьень (Чжанчжоу)
    - Лунъяньский хок-кьень[англ.] (Лунъянь)
    - Тайваньский хок-кьень (Тайвань)
    - Филиппинский хок-кьень (Филиппины)
    - Пинангский хок-кьень[англ.] (Пинанг)
    - Южномалайзийский хок-кьень[англ.] (Джохор)
    - Сингапурский хок-кьень[англ.] (Сингапур)
    - Меданский хок-кьень[англ.] (Медан)

  - Чаошаньский диалект (тэо-чэу)
    - Шаньтоуский диалект (Шаньтоу)
    - Чаоянский диалект (Шаньтоу)
    - Цзеянский диалект (Цзеян)
    - Пунинский диалект (Цзеян)
    - Хуэйлайский диалект (Цзеян)
    - Хайлуфэнский диалект[англ.] (Шаньвэй)
    - Понтианакский диалект (Понтианак)

  - Чжэнаньский диалект[англ.] (Вэньчжоу)
  - Датяньский диалект[англ.] (Саньмин)
  - Чжуншаньский диалект[англ.] (Чжуншань)
    - Лундуский диалект?! (Чжуншань)
    - Наньланский диалект[англ.] (Чжуншань)
    - Саньсянский диалект[англ.] (Чжуншань)
- Лэйчжоуский язык (лэйчжоу)
  - Чжаньцзянский диалект (Чжаньцзян)
  - Маоминский диалект (Маомин)
- Хайнаньский язык (цюнвэнь или цюнъю)
  - Хайкоуский диалект[англ.] (Хайкоу)
  - Вэньчанский диалект (Вэньчан)
  - Цюнхайский диалект (Цюнхай)
  - Ваньнинский диалект (Ваньнин)
  - Линшуйский диалект (Линшуй)
  - Саньяский диалект (Санья)

За пределами КНР наиболее распространены диалекты южноминьского языка, прежде всего хок-кьень, амойский и чаошаньский.

## Религия

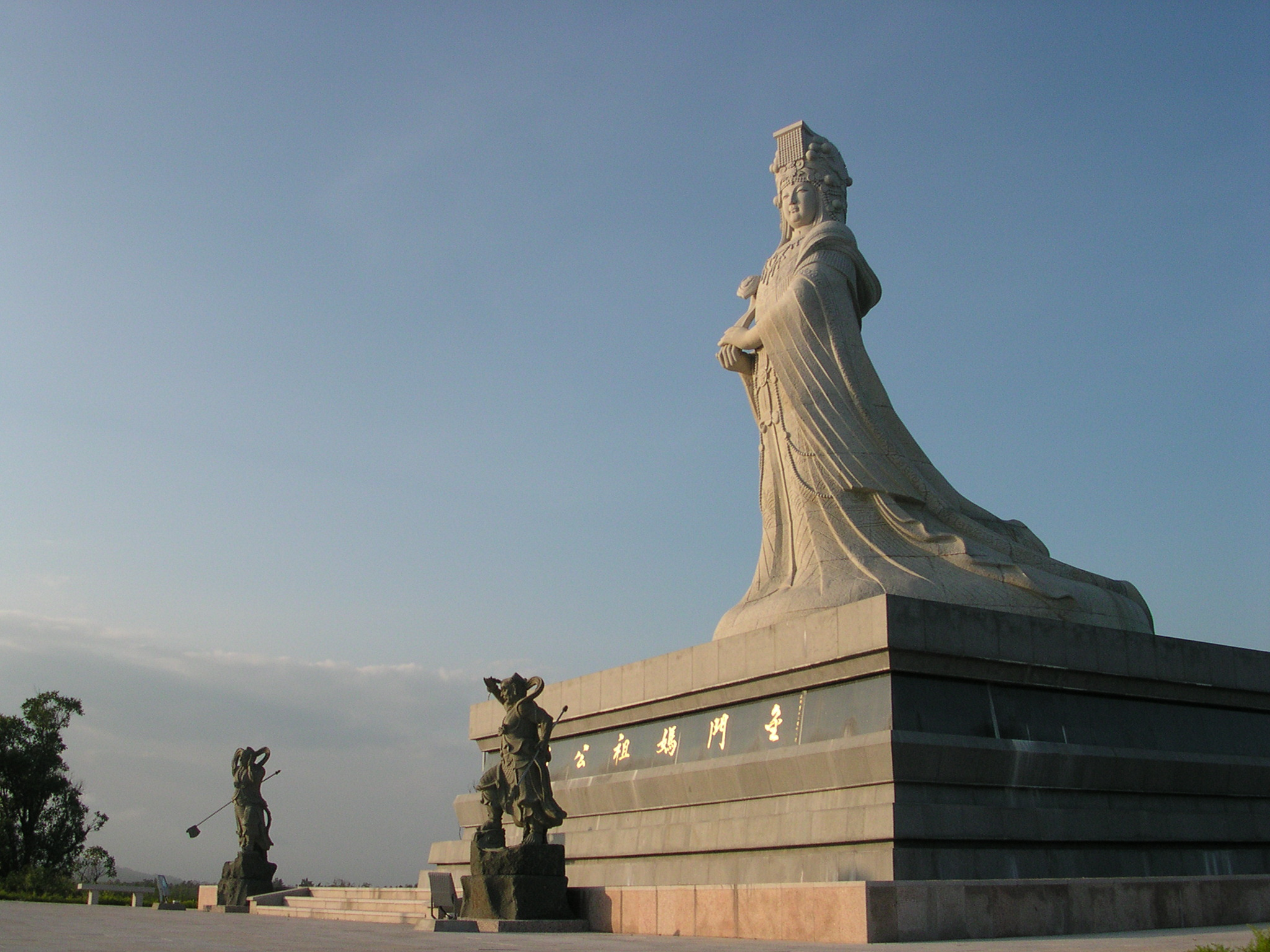
Статуя Мацзу на Тайване

Миньцы исповедуют китайскую народную религию (прежде всего поклоняются предкам и божествам-покровителям рода или клана), китайский буддизм (в материковом Китае принадлежат преимущественно к ветви Махаяна, в Юго-Восточной Азии — к ветви Тхеравада), даосизм и конфуцианство. Имеются многочисленные синкретические религиозные движения (Игуаньдао, Сюаньюань-цзяо, Дэцзяо, Туншаньшэ, Фалуньгун), а также небольшие общины христиан (Церковь истинного Иисуса) и мусульман.
Среди миньцев особенно распространён культ богини-покровительницы рыбаков и моряков Мацзу. Её святилища и храмы установлены почти во всех приморских поселениях Фуцзяни, Тайваня, Гуандуна и Хайнани. Также высоко почитаются божества Юй-ди, Чжэнь-у и Гуаньинь, малые божества Ван-е, национальные герои Гуань Юй, Юэ Фэй и Чэнь Юаньгуан, монах Циншуй.

## Подгруппы
Фучжоусцы говорят на фучжоуском диалекте и населяют округа Фучжоу и Ниндэ. За пределами КНР значительные общины фучжоусцев расположены на архипелаге Мацзу, а также в китайских кварталах Юго-Восточной Азии, Японии, США и Великобритании.
Путяньцы говорят на путяньском диалекте и населяют округ Путянь (имеются общины в Фучжоу и Гонконге). За пределами КНР значительные общины путяньцев расположены в китайских кварталах Юго-Восточной Азии, Австралии, США и Канады.

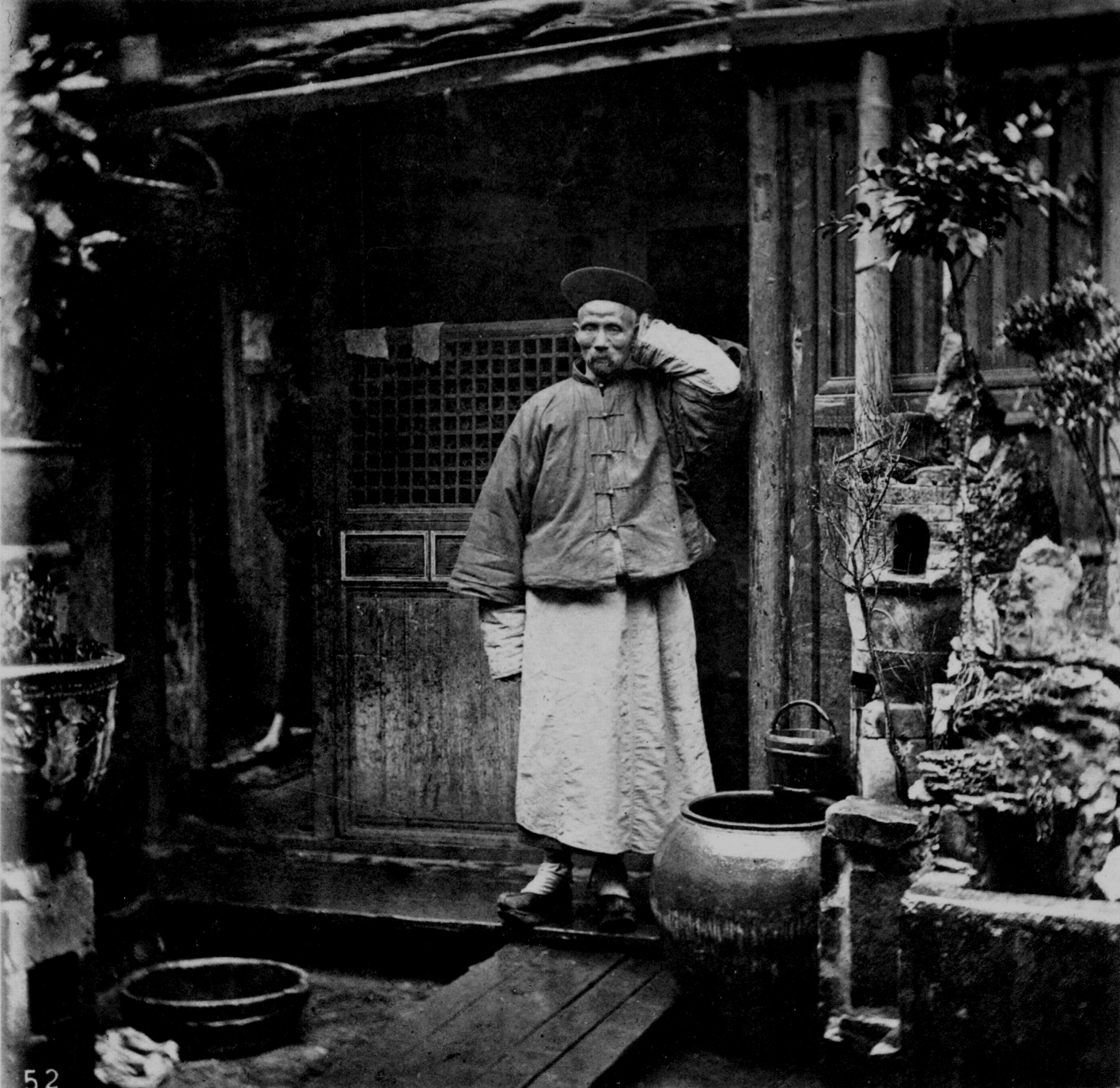
Житель Фучжоу конца XIX века

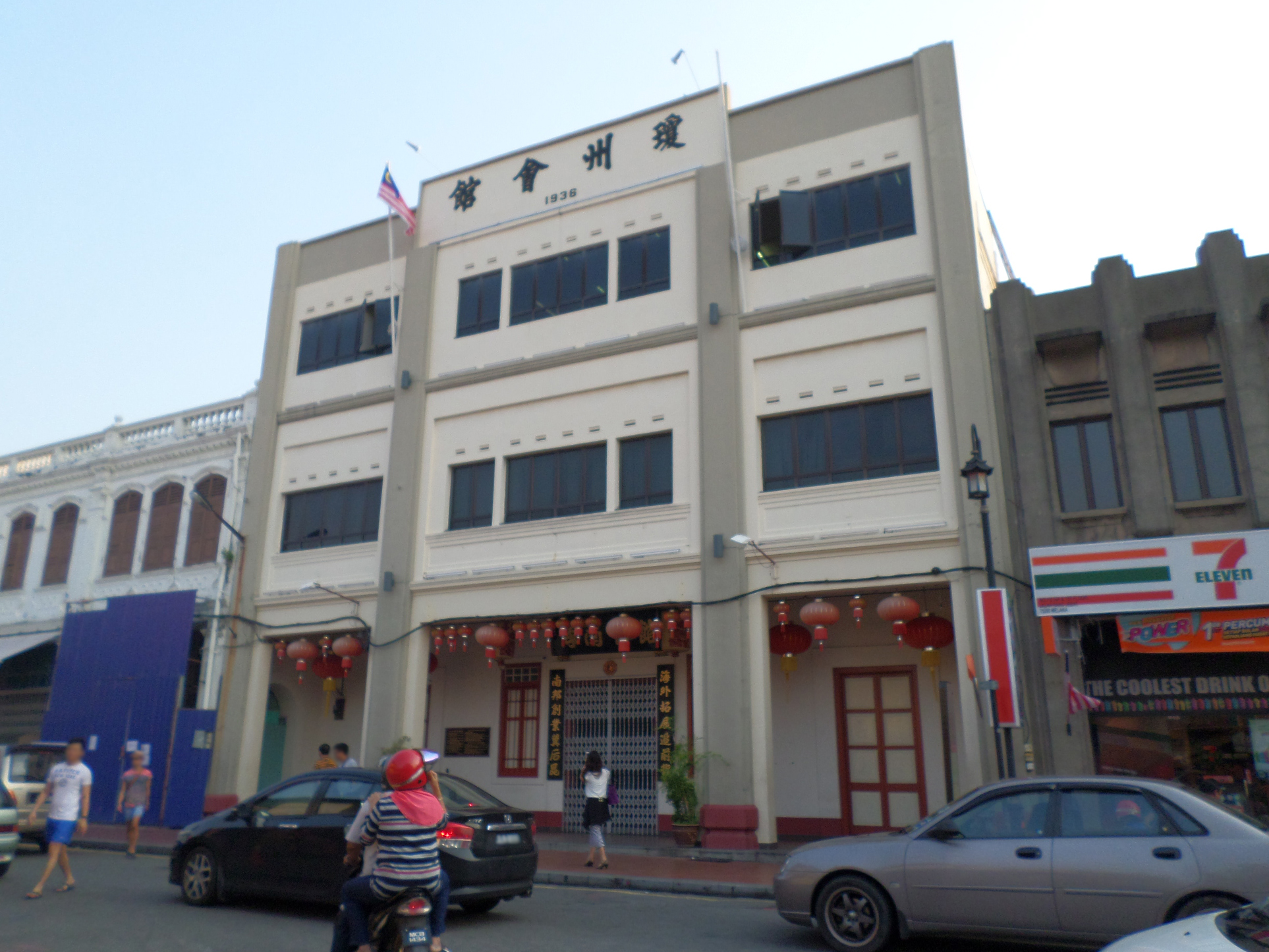
Здание Ассоциации хайнаньцев Малакки

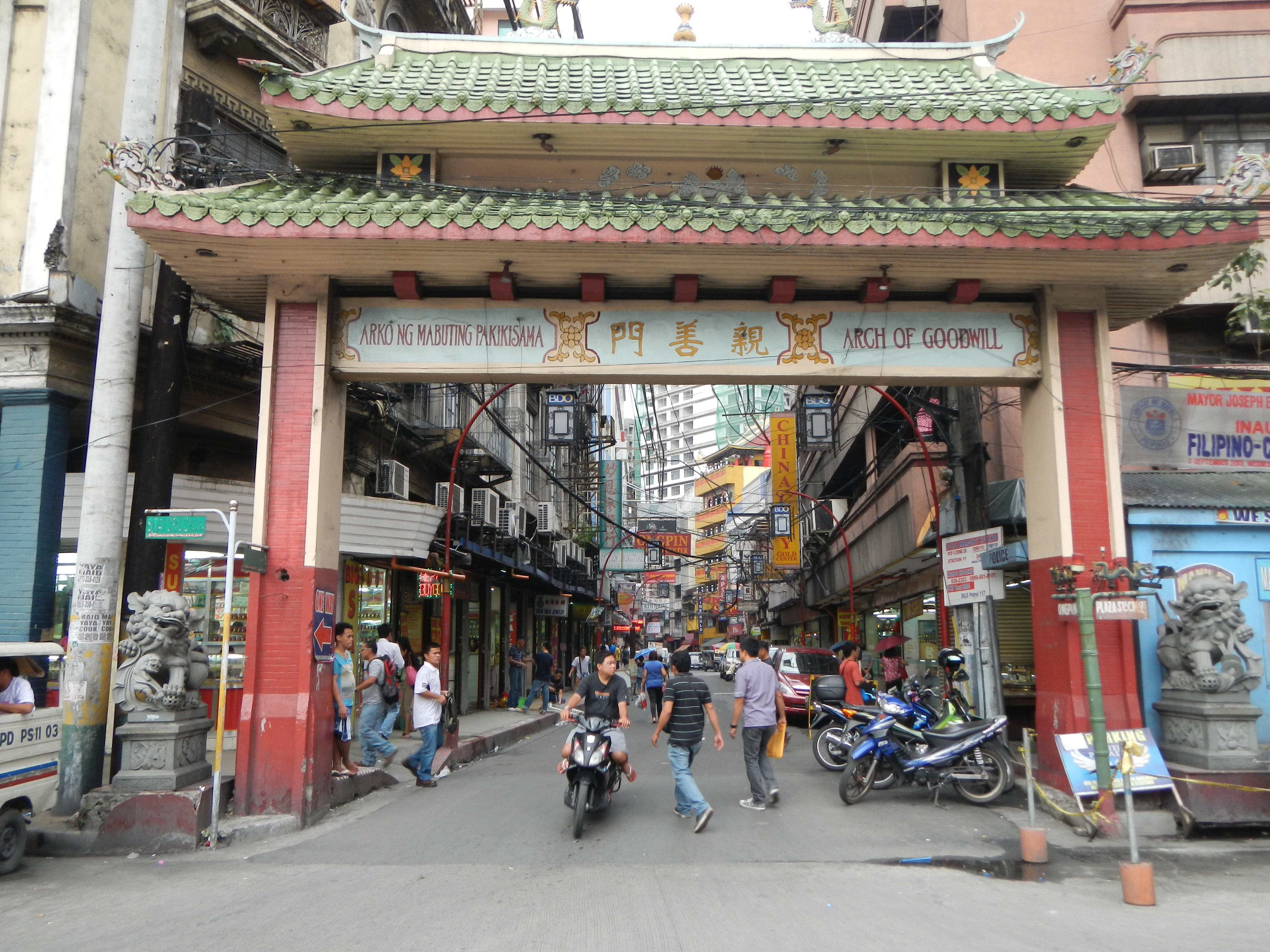
Манильский чайнатаун

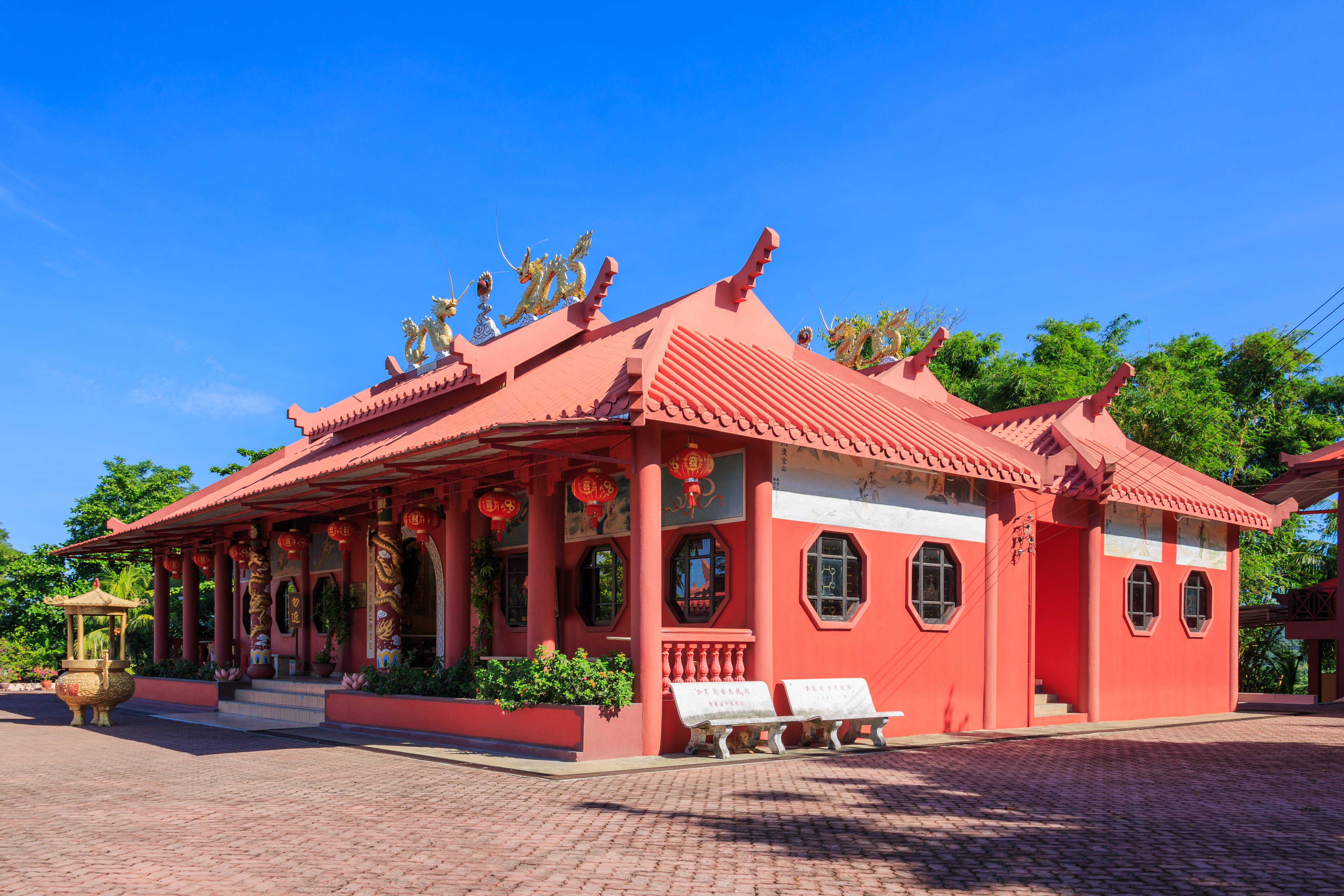
Храм Гуаньинь в Сабахе

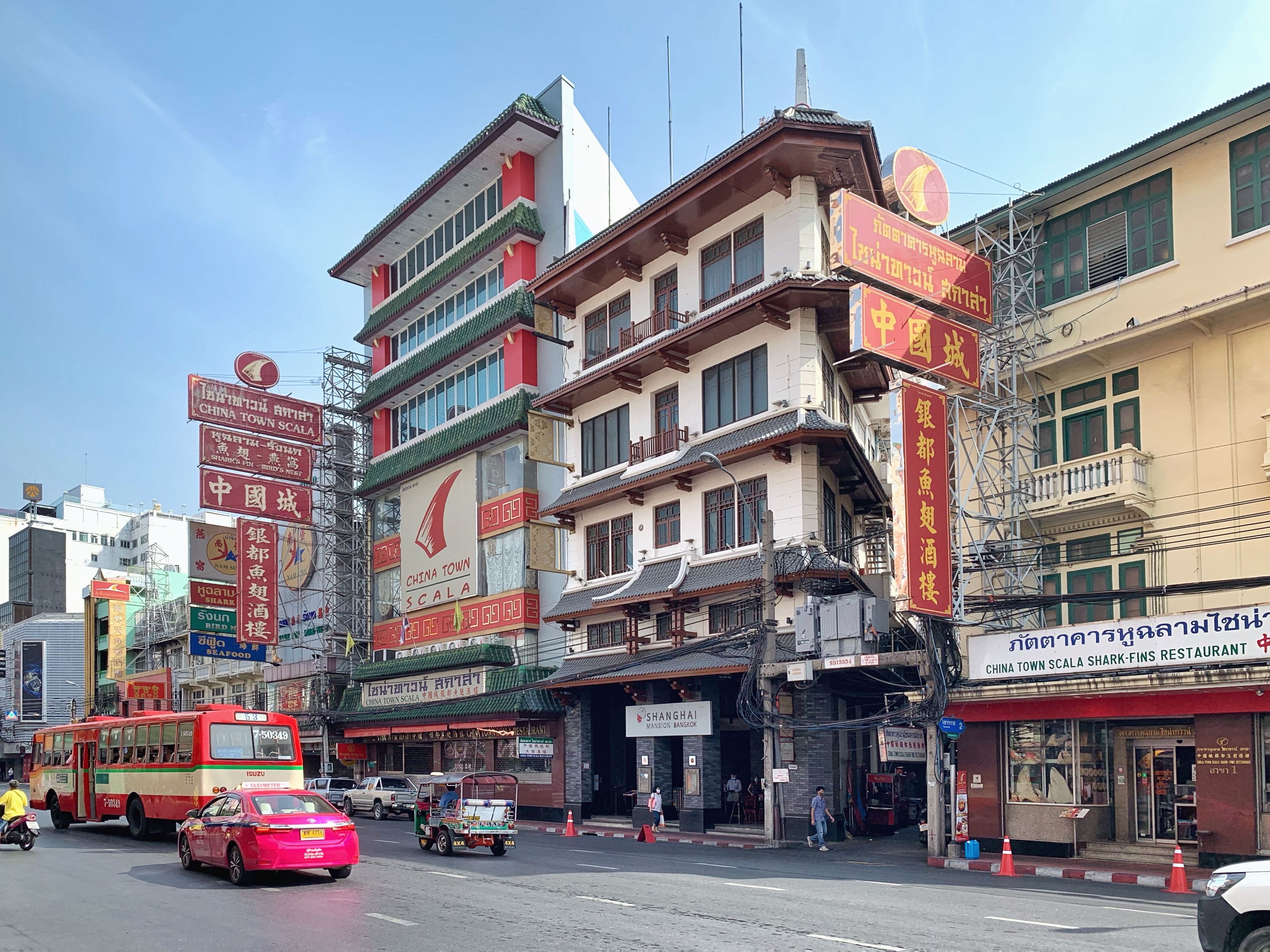
Бангкокский чайнатаун

Хокло говорят на диалекте хок-кьень и населяют исторический регион Миннань (округа Цюаньчжоу, Сямынь и Чжанчжоу). За пределами КНР значительные общины хокло расположены на Тайване (тайваньские хокло составляют более 70 % всех тайваньских ханьцев), а также в китайских кварталах Юго-Восточной Азии, США (американские хокло), Австралии и Новой Зеландии.
Чаошаньцы говорят на чаошаньском диалекте и населяют исторический регион Чаошань (округа Чаочжоу, Шаньтоу, Цзеян и Шаньвэй). За пределами КНР значительные общины чаошаньцев расположены в китайских кварталах Юго-Восточной Азии, США, Канады и Австралии.
Лэйчжоусцы говорят на лэйчжоуском языке и населяют округа Чжаньцзян и Маомин (имеются общины в Гонконге и Макао). За пределами КНР значительные общины лэйчжоусцев расположены в китайских кварталах Юго-Восточной Азии и США, а также на Тайване.
Хайнаньцы говорят на хайнаньском языке и населяют остров Хайнань (имеются общины в Гуандуне и Гонконге). За пределами КНР значительные общины хайнаньцев расположены в китайских кварталах Юго-Восточной Азии, США и Великобритании.
На Филиппинах среди местных китайцев большинство составляют хуацяо, говорящие на диалекте хок-кьень (около 70 %); за ними следуют чаошаньцы. В основном предки филиппинских миньцев переселялись на острова из Цюаньчжоу, Чжанчжоу и Сямыня.
Во Вьетнаме основная часть хоа говорит на кантонском диалекте, однако имеются значительные общины, разговаривающие на чаошаньском, хайнаньском и хок-кьень. Большинство вьетнамских миньцев сосредоточены в Хошимине, Кантхо и Шокчанге.
В Таиланде более половины местных китайцев составляют чаошаньцы. Крупнейшими языковыми группами являются хуацяо, говорящие на чаошаньском (56 % от всех китайцев), хайнаньском (11 %), фучжоуском (8 %), путяньском (8 %) и хок-кьень (8 %).
В Камбодже среди местных хуацяо доминируют чаошаньцы (77 % от всех китайцев), чьи предки прибыли в страну из Цзеяна и Шаньтоу. Другими группами миньцев являются хайнаньцы (преимущественно из Вэньчана) и хокло (главным образом из Цюаньчжоу и Сямыня).
В Малайзии миньцы составляют большинство среди местных китайцев; крупнейшими группами являются хуацяо, говорящие на хок-кьень (37,6 % от всех китайцев), чаошаньском (9,2 %), фучжоуском (4,7 %), хайнаньском (2,6 %), пусяньском (0,5 %) и фуцинском (0,3 %).
В Сингапуре миньцы также составляют большинство среди местных китайцев; крупнейшими группами являются хуацяо, говорящие на хок-кьень (44,1 % от всех китайцев), чаошаньском (21,8 %), хайнаньском (6,8 %), фучжоуском (2,2 %), пусяньском (1 %) и фуцинском (0,6 %).
В Индонезии среди местных китайцев большинство составляют танка и хокло, говорящие на диалекте хок-кьень, за ними следуют чаошаньцы и фучжоусцы. Среди языковых групп преобладают хуацяо, говорящие на южноминьском языке, включая меданский хок-кьень, южномалайзийский хок-кьень и чаошаньский диалект (около 60 % от всех китайцев), также встречаются говорящие на восточноминьском языке, включая фучжоуский и фуцинский диалекты (около 1 %), хайнаньском, лэйчжоуском и пусяньском языках. В Брунее говорящие на диалекте хок-кьень также составляют большинство среди местных китайцев.
В Мьянме, особенно в Янгоне и Мандалае, среди местных китайцев миньцы, говорящие на хок-кьень, уступают лишь выходцам из провинции Юньнань. На Мадагаскаре среди местных китайцев имеется небольшая группа хуацяо, говорящая на хок-кьень.
Среди китайцев США имеются значительные группы хокло, тайваньцев, фучжоусцев и чаошаньцев, причём преобладают выходцы не с материкового Китая, а эмигранты с Тайваня и Филиппин, из Гонконга, Вьетнама, Камбоджи, Таиланда, Малайзии, Сингапура, Индонезии и Мьянмы. Крупнейшие общины миньцев сконцентрированы в Большом Нью-Йоке, Большом Лос-Анджелесе, Большом Сан-Франциско и Большом Бостоне.

## Культура

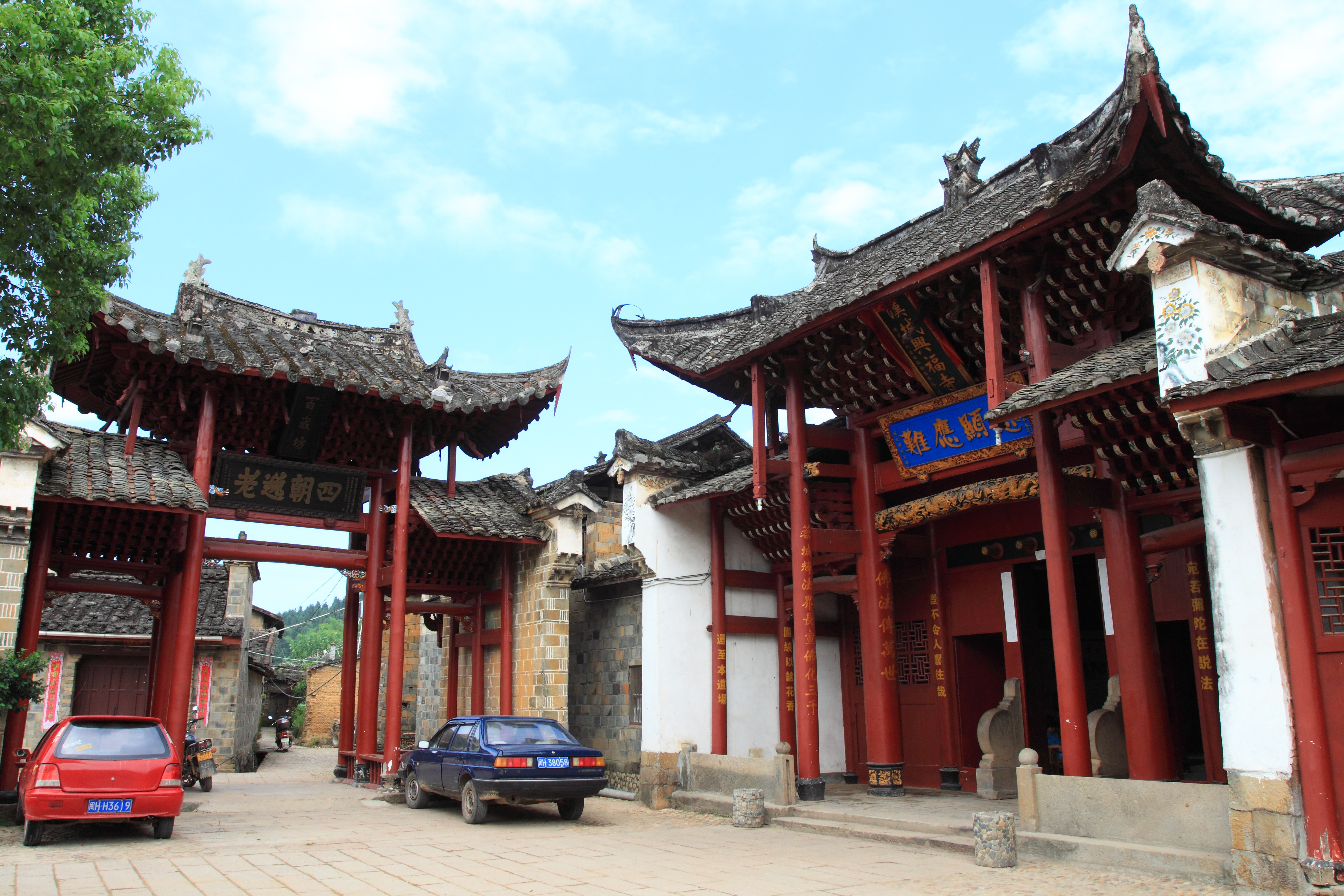
Древний храм в Уишане

Многообразие диалектов и этнических групп привели к отсутствию единой миньской культуры. Среди миньцев наиболее известными являются культура хок-кьень (она же «культура хокло» и «южноминьская культура»), фучжоуская культура и культура чаошаньцев. Определённое влияние на культуру миньцев оказывают соседние народы — кантонцы, хакка и вэньчжоусцы. Языком межнационального общения является путунхуа, который также доминирует в образовании и административной сфере.
Массовая миграция миньцев (прежде всего хокло, чаошаньцев, фучжоусцев и путяньцев) в XVII—XIX веках способствовала тому, что многие элементы миньской культуры (архитектура, музыка, керамика, гастрономия) оказали значительное влияние на культуры народов Тайваня, Филиппин, Вьетнама, Камбоджи, Таиланда, Малайзии, Сингапура, Индонезии, Брунея и Мьянмы.
Жители Миньюэ являлись искусными корабелами и моряками, что признавали даже захватившие регион ханьцы. После вхождения территории Фуцзяни в состав империи Хань порт в заливе Мэйчжоувань стал одним из крупнейших портов государства. В танский период корабелы Фуцзяни (преимущественно хокло) строили большие корабли водоизмещением от 50 до 60 тонн. Начиная с эпохи династии Тан и до заката династии Юань порты Цюаньчжоу и Сямыня считались самыми загруженными в империи. Сюда прибывали такие путешественники, как Джованни Монтекорвино, Одорико Порденоне, Марко Поло, Ибн Баттута и Джованни де Мариньолли. Прибрежные города Фуцзяни служили не только торговыми центрами, но и местами культурного обмена китайцев с европейцами, арабами, индийцами и малайцами.
Фуцзянь является родиной нескольких стилей и школ боевых искусств, самыми известными из которых считаются стиль белого журавля (байхэцюань) и собачий стиль (дишуцюань).

### Опера

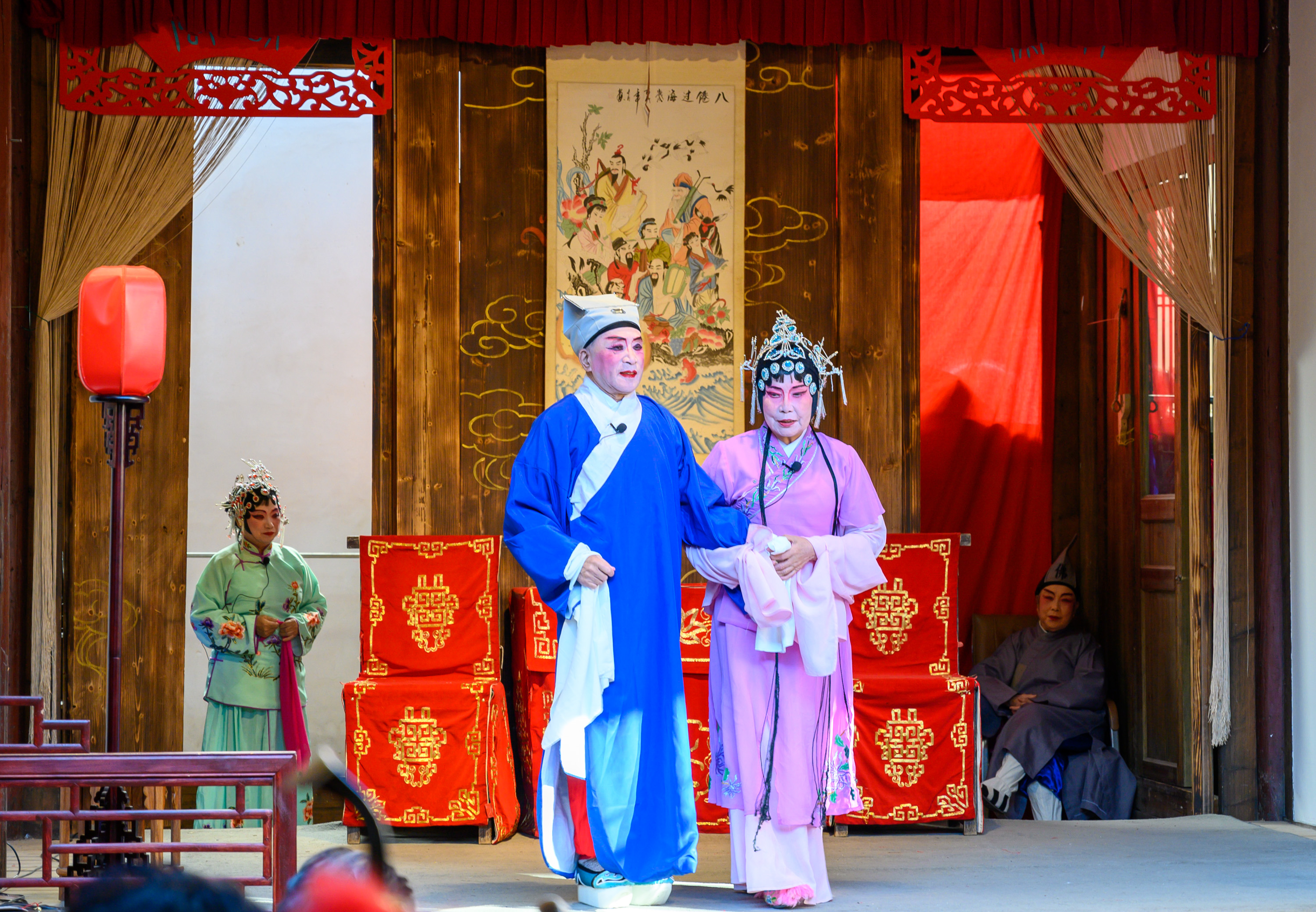
Артисты миньской оперы

Основной формой китайской оперы в провинции Фуцзянь является традиционная миньская опера. Помимо Фучжоу, где миньскую оперу исполняют на фучжоуском диалекте, она популярна на Тайване, в Малайзии, Сингапуре и Индонезии. Локальные варианты миньской оперы распространены в Цюаньчжоу (лиюаньская опера или лиюаньси и опера гаоцзя или гаоцзяси), Ниндэ (бэйлу или луаньтань), Чжанчжоу (сянцзюй), Путяне (пусяньская опера или пусяньси) и на Тайване (тайваньская опера).
К миньской опере близки представления перчаточного кукольного театра. Музыкальный театр тканевых марионеток на южноминьском языке возник в XVII веке в южной части Фуцзяни, а затем получил распространение на Тайване, в восточном Гуандуне и на островах Индонезии (особенно в китайских кварталах Явы и Суматры). Голова, ладони и ступни куклы сделаны из дерева, а туловище и другие части конечностей спрятаны под тканевым костюмом. Во время представления рука в перчатке входит в костюм куклы и заставляет её двигаться. Наиболее популярными персонажами кукольного театра являются Сунь Укун и герои современных комиксов.

### Музыка
Фуцзяньская музыка имеет в своём составе несколько народных и классических стилей. Мелодичный стиль классической музыки наньинь («южные тона») зародился в VII веке. Сегодня он популярен не только в Фуцзяни, но и на Тайване, и среди миньцев Юго-Восточной Азии. В основном традиции наньинь сохраняют любительские «песенные клубы» при храмах и клановых залах, состоящие исключительно из мужчин. Для исполнения наньинь используют пипу, саньсянь, сяо, дицзы и другие инструменты.

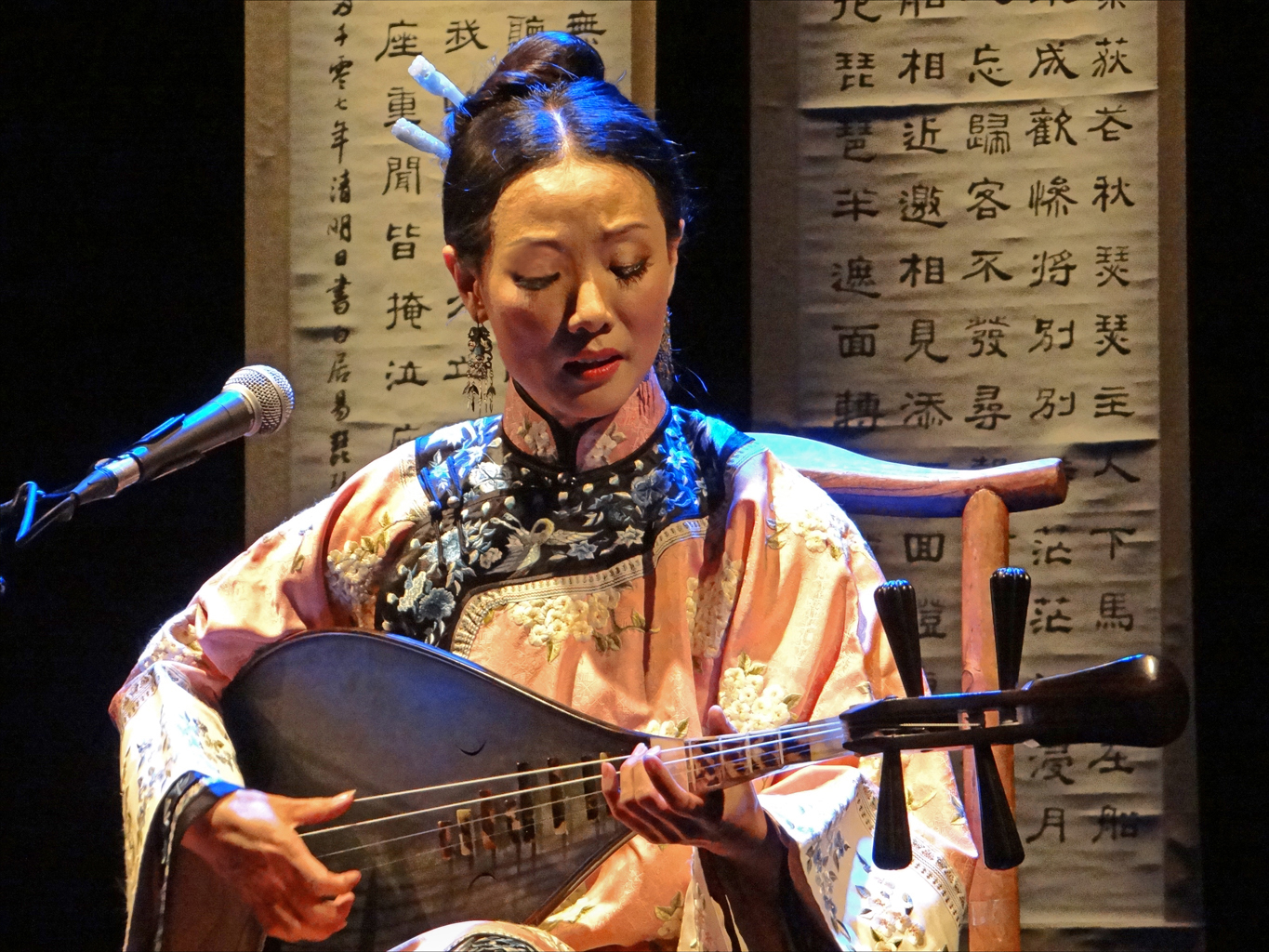
Исполнительница музыки наньинь

Музыкальный стиль шифань зародился в эпоху империи Цин и раньше сопровождал танец дракона, но со временем в нём добавились струнные и духовые инструменты. Стиль чанхэ возник из традиции буддийского пения в сопровождении ударных инструментов, в том числе колоколов и барабанов, к которым позже добавились духовые и струнные инструменты. На Тайване широко известен стиль бэйгуань.
Среди современных музыкальных стилей наибольшей известностью пользуется хок-кьеньский поп (он же тай-поп и южноминьский поп), зародившийся в 1930-х годах на Тайване и с 1990-х годов получивший много поклонников в материковом Китае и среди хуацяо Юго-Восточной Азии.

### Изобразительное искусство

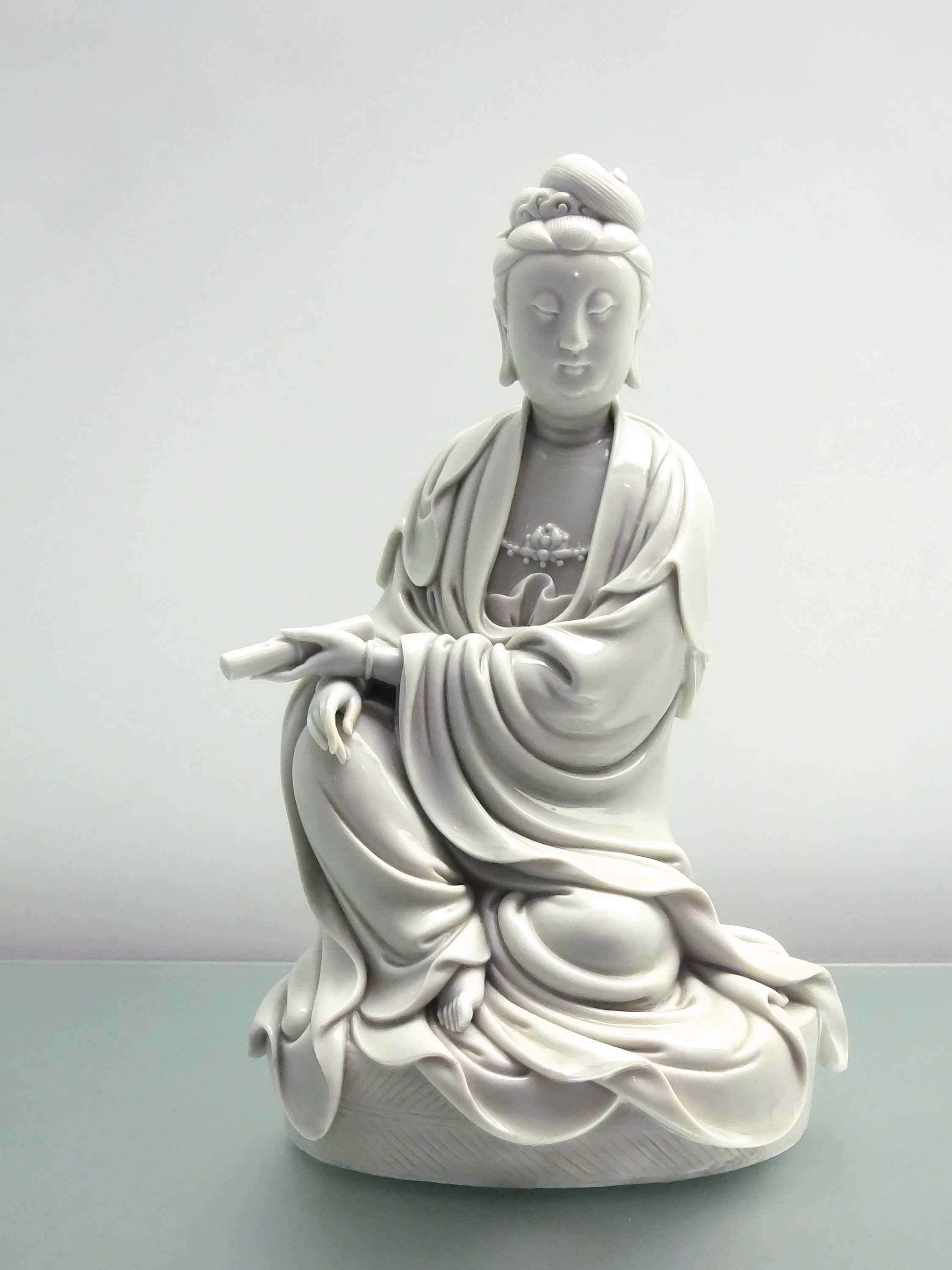
Фигурка Гуаньинь из Дэхуа

Фучжоу славится традиционным производством шёлковых изделий, лаковой посуды и резьбой по камню. Светлый плотный агальматолит, необходимый как сырьё для резьбы, добывается в деревне Шоушань на севере провинции Фуцзянь. Его использование восходит к эпохе Южных династий, а во времена династии Мин из этого камня изготавливали чиновничьи печати.
В южной части Фуцзяни, особенно в уезде Наньцзин, распространено изготовление ювелирных изделий, амулетов, вазочек и резных фигурок из плотного роговика с зелёными полосами, который здесь называют «хуааньский нефрит» (Hua’an jade или Hua-an gi̍k).
Самым известным фуцзяньским изделием является белый фарфор Дэхуа, который изготовляют в уезде Дэхуа со времён династии Мин. Именно этот фарфор в больших количествах экспортировали в Японию и Европу в XVIII веке, и именно фарфор Дэхуа по началу копировали мейсенские мастера. Наиболее популярными изделиями являются детализированные статуэтки божеств, вазы и различная посуда. В 2021 году печи Дэхуа были внесены в Список всемирного наследия ЮНЕСКО.
Также широкую известность имеют такие фуцзяньские течения изобразительного искусства, как тёмная домашняя посуда Цзянь, корни которой происходят из района Цзяньян в Наньпине; школа скульптуры из лаковых нитей, возникшая в Сямыне в XVII веке; южноминьская школа живописи, возникшая в середине XX века в Цюаньчжоу; южноминьский стиль каллиграфии.

### Архитектура
Архитектура хок-кьень (также известна как архитектура хокло и южноминьская архитектура) широко представлена в Фуцзяни, на Тайване, а также в китайских кварталах Юго-Восточной Азии. До завоевания ханьцами царства Миньюэ на территории Фуцзяни процветала архитектура аборигенов байюэ. В эпоху династий Тан и Сун в Фуцзяни сложился локальный стиль архитектуры.

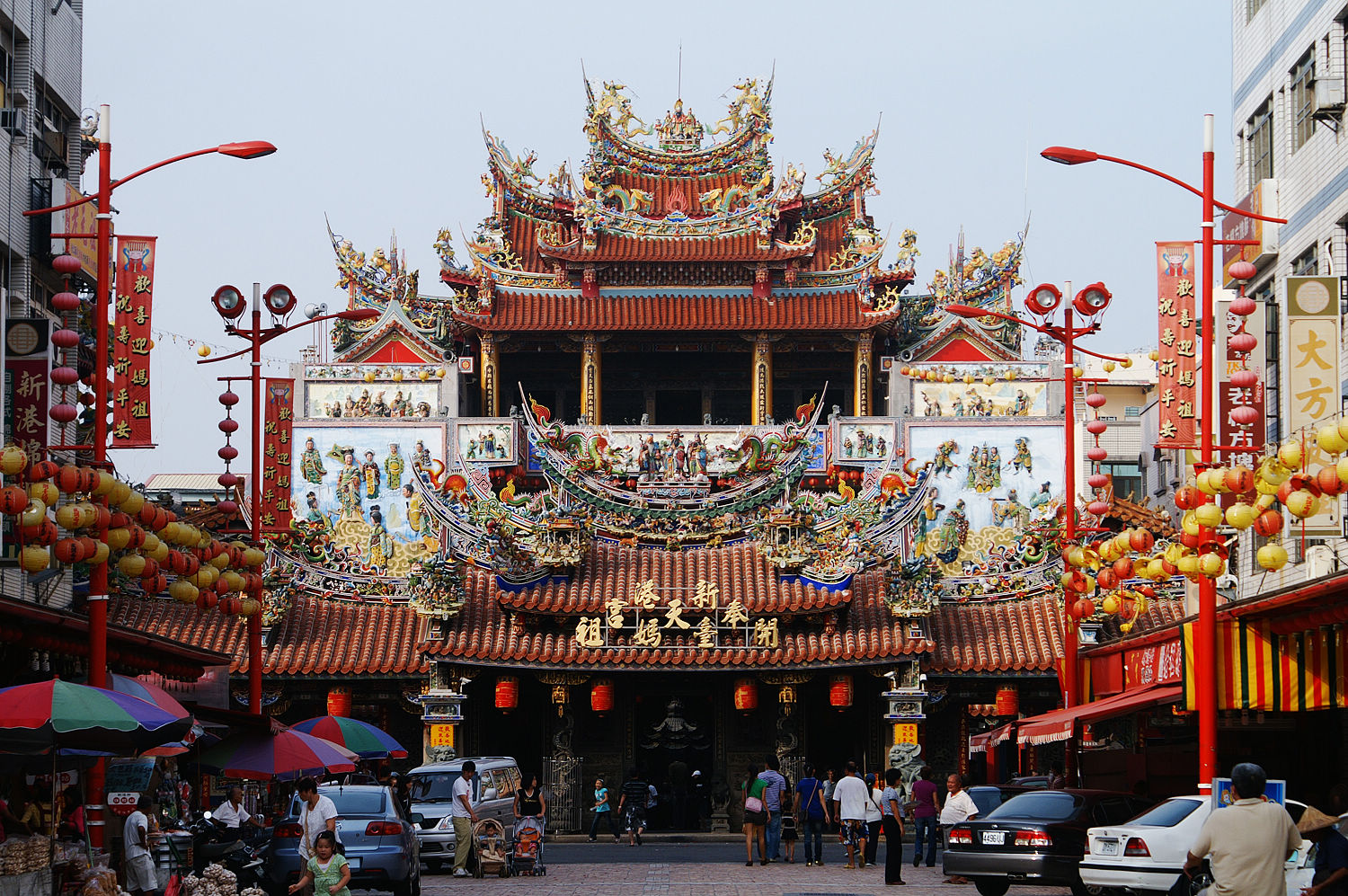
Храм Мацзу в Цзяи

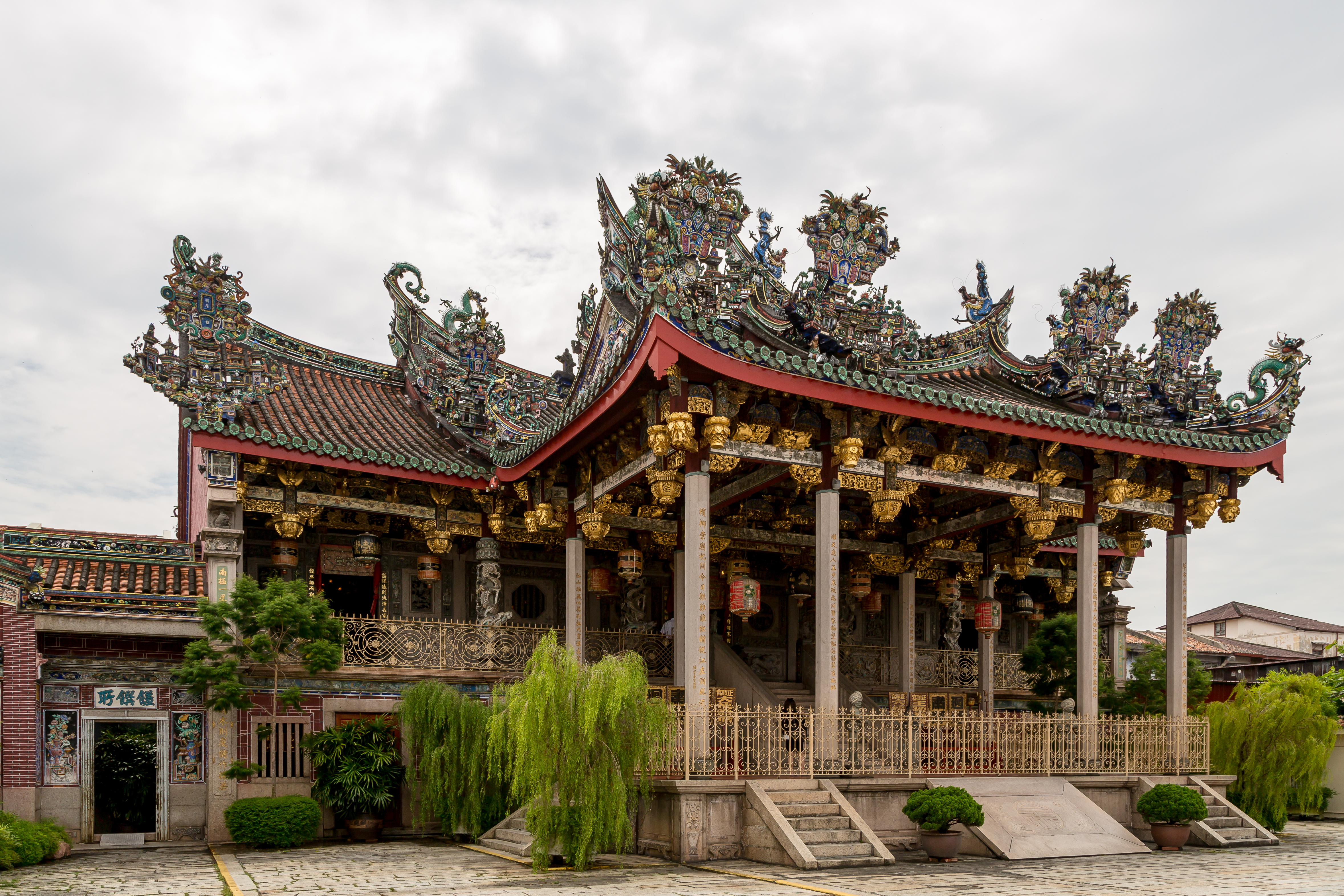
Клановый дом в Пинанге

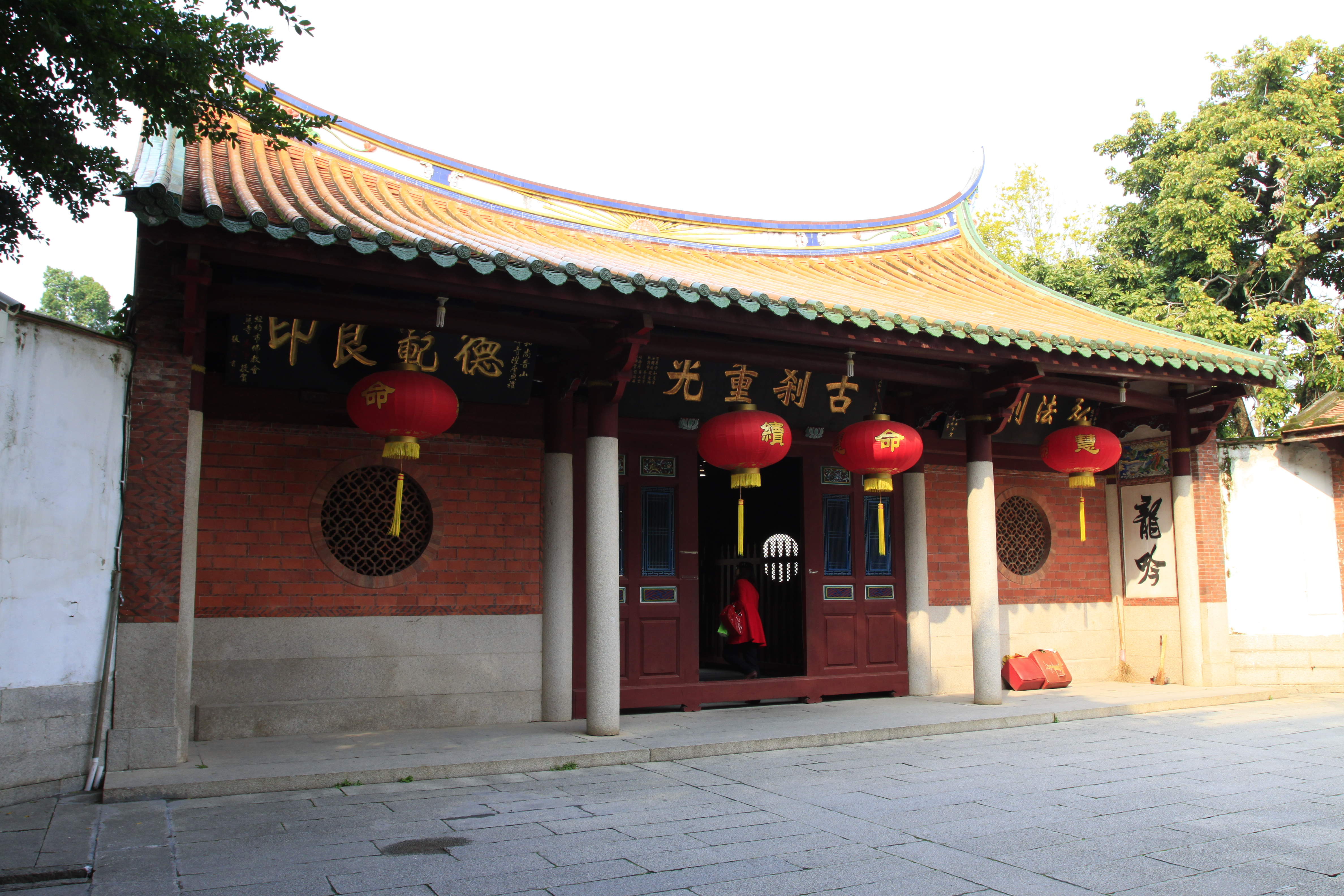
Буддийский храм в Цюаньчжоу

Характерной особенностью архитектура хок-кьень в Китае и на Тайване является наличие в богатых особняках, больших храмах и залах предков крыш с загнутыми вверх концами в форме ласточкиного хвоста. Эта особенность возникла в XVI веке, когда зажиточные миньцы разбогатели на заморской торговле. Гребни крыш обычно обильно украшены красочной тонкой резьбой.
Другой особенностью является украшение крыш, фасадов, оконных рам и главных дверей храмов и жилых домов фарфоровыми фигурками и элементами, имитирующими тонкую резьбу. Нередко в композициях художники использовали фрагменты старых цветных тарелок или горшков, которые наклеивали на готовые скульптуры. Основными мотивами являются растения, животные, фигуры из китайской мифологии и народных сказок (например, драконы, фениксы, цветы и легендарные герои).
Характерным типом традиционного жилища являются дома саньхэюань. Они имеют постройки с трех сторон внутреннего двора, образующие U-образную форму, напоминающую китайский иероглиф 凹 (āo). Саньхэюань похожи на сыхэюань, но четвёртую сторону двора обычно образует стена (сянфан). Саньхэюань бывают квадратной или прямоугольной формы, одноэтажными или многоэтажными. Внутри имеются центральная комната для встречи гостей, спальни, хозяйственное крыло с кухней, кладовой и туалетом.
Для коммерческой застройки Фуцзяни характерен стиль тэн-а-кха, аналогичный кантонскому стилю тунлау. Типичное здание в стиле тэн-а-кха имеет магазин или контору на первом этаже, над которыми размещаются жилые помещения, нередко с небольшими балконами. Обычно коммерческие помещения отделены от улицы тротуаром с крытой галереей или террасой. Во многих приморских городах Фуцзяни дома в стиле тэн-а-кха образуют оживлённые торговые улицы или рыночные площади.

### Философия
Миньская философская школа относится к неоконфуцианскому течению, одним из её основателей являлся сунский учёный и литератор Чжу Си. Во времена династии Мин учение миньской школы попало в Корею и Японию. Особый упор миньская школа делала на тексты Да сюэ, Чжун юн, Лунь юй и Мэнцзы; кроме того, миньские философы интерпретировали буддизм через призму конфуцианства и придавали особую важность самосовершенствованию.

### Кухня
Фуцзяньская кухня (также известна как миньская кухня) является одной из «восьми великих традиций» китайской кухни. Она характеризуется как лёгкая (нежирная и неострая), нежная, мягкая и сладкая, с особым акцентом на вкус умами и сохранность первоначального аромата, а также с упором на свежие морепродукты и лесные грибы. Основными течениями фуцзяньской кухни являются фучжоуская, путяньская и южноминьская кухни. За свою долгую историю фуцзяньская кухня впитала многие элементы кантонской кухни, а также кухонь хакка, шэ и даньцзя. В то же время, благодаря массовой эмиграции миньцев, фуцзяньская кухня оказала большое влияние на тайваньскую кухню и кухни народов Юго-Восточной Азии, особенно Малайского архипелага.

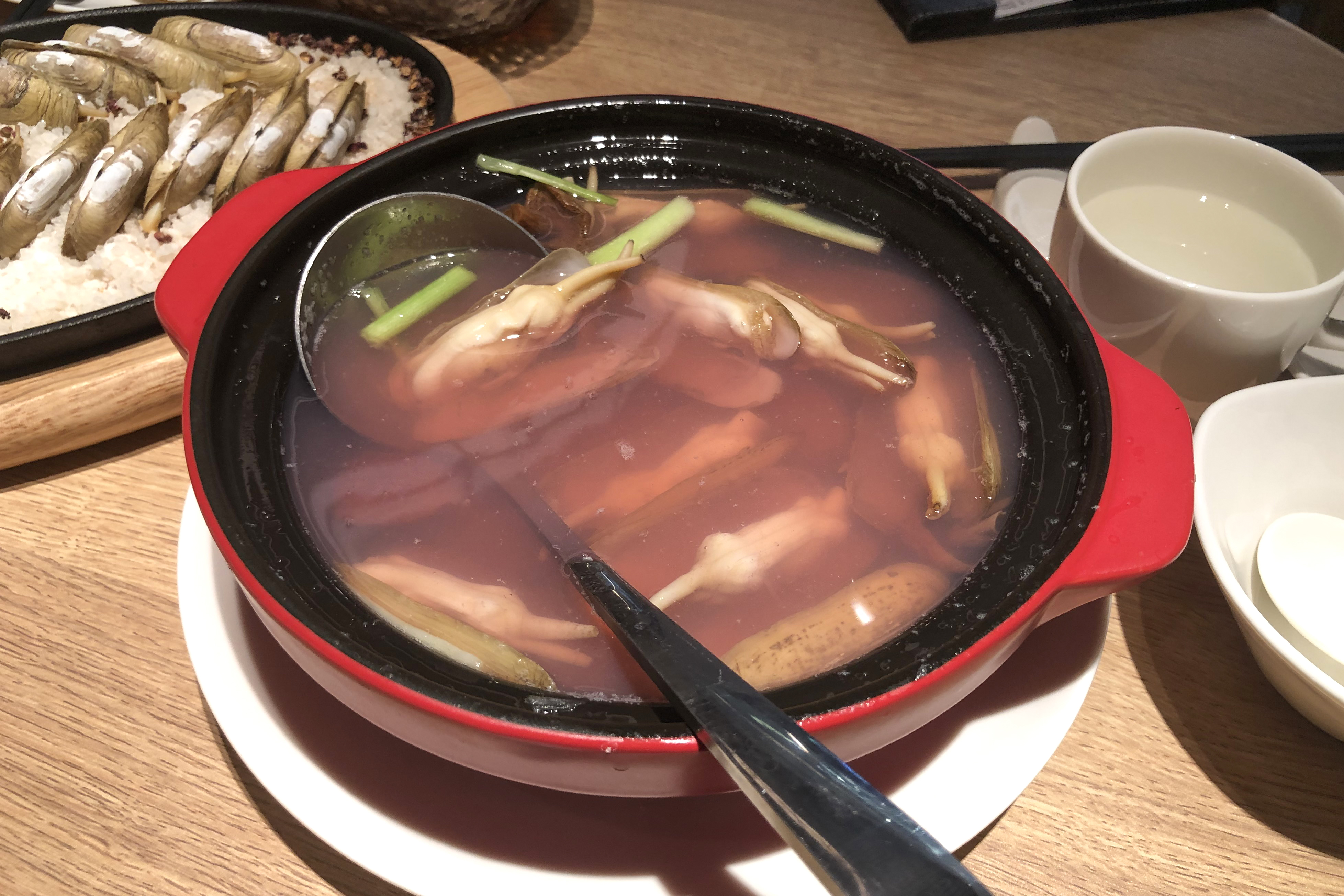
Суп из красных грибов и свежих моллюсков

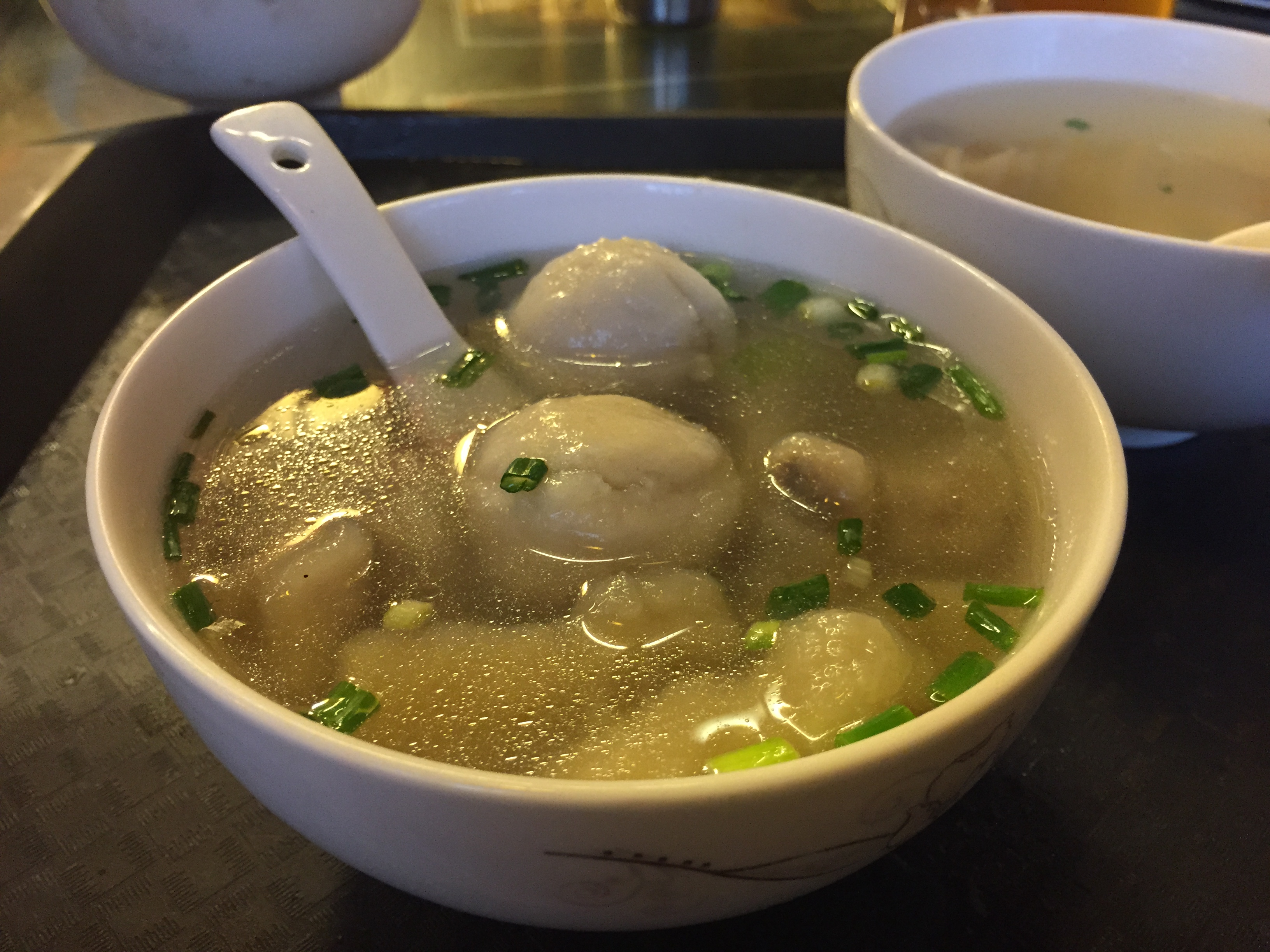
Суп с рыбными шариками

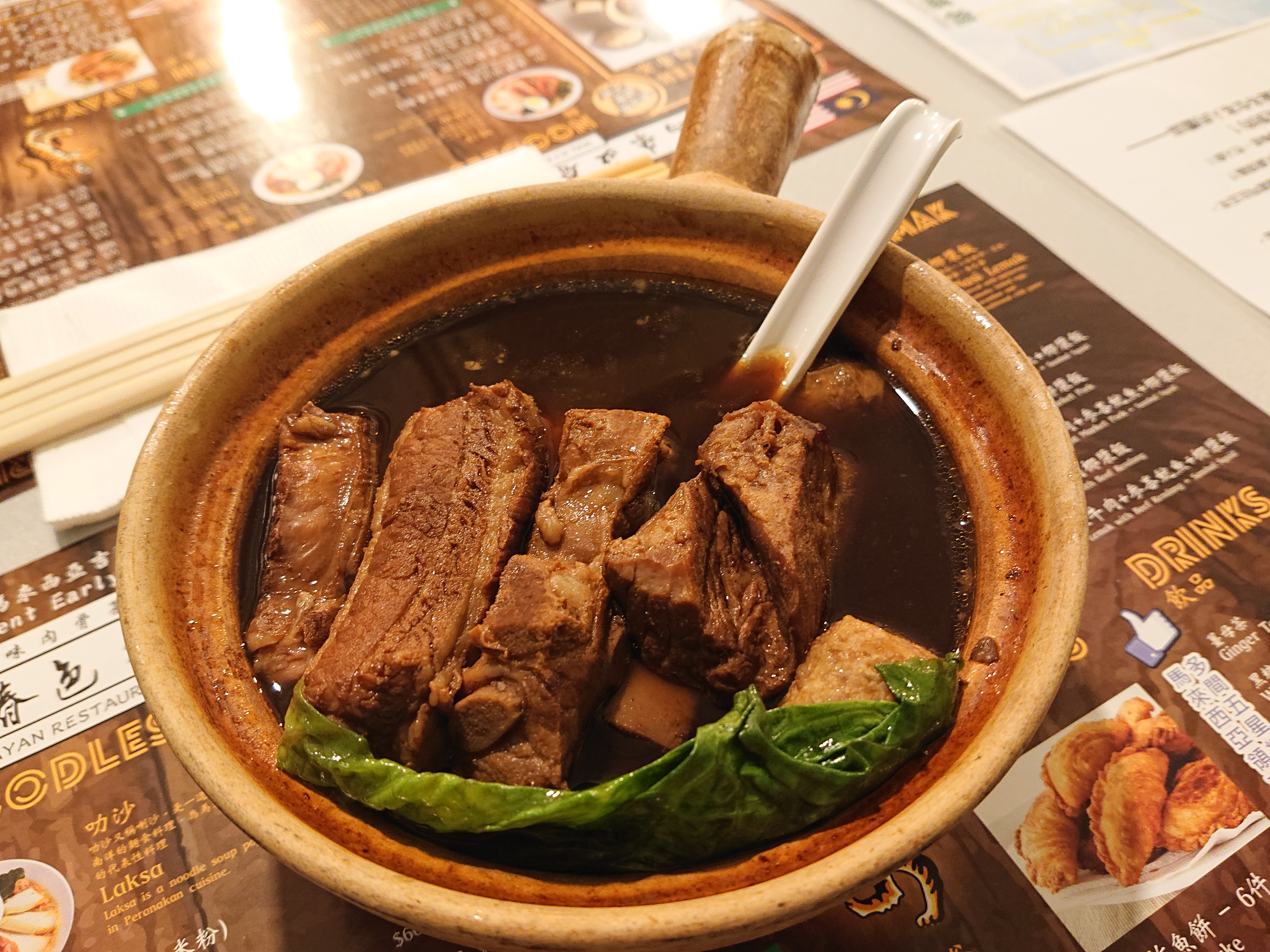
Свиные рёбрышки в бульоне

Популярными ингредиентами фуцзяньской кухни являются рис (в том числе красный дрожжевой рис), свинина (в том числе ветчина), курятина, устрицы, креветки, крабы, морские гребешки, морские ушки, трепанги, акульи плавники, рыбьи пузыри, перепелиные яйца, таро, бамбуковые побеги, листья и орехи лотоса, женьшень, арахисовая паста, рыбный соус, соус шача, рисовый уксус и шаосинское вино.
Среди кулинарных методов наиболее часто используются тушение на медленном огне, готовка на пару и варка в кипящей жидкости, жарка популярна меньше, чем в кантонской кухне. Среди поваров особо ценятся мастерство владения ножом и умение сохранять у ингредиентов родные аромат и текстуру. В фуцзяньской кухне очень популярны супы, бульоны и стью, которым уделяется особое внимание, а также «пьяные блюда» (маринованные в вине), плоская лапша и соусы для макания. В качестве приправ и добавок к рыбе, мясу и супам используют порошок из пяти специй, соль, сахар, чеснок, лук-шалот, имбирь, перец чили, сушёные креветки, креветочную пасту, бульонные кубики, соевый соус, вонючий тофу, кунжутное и соевое масло.
Одним из самых престижных и сложных блюд фуцзяньской кухни является суп из акульих плавников под названием фотяоцян («Будда перепрыгивает через стену»). Среди наиболее популярных блюд — гуабао со свининой; вонтоны со свиным фаршем, грибами или морепродуктами; свиные рёбрышки в бульоне с травами и специями; «пьяные рёбрышки» (свиные рёбрышки, маринованные в вине); суп с яичной лапшой, овощами и анчоусами; куриный бульон с моллюсками; омлет с устричной начинкой; рыбные шарики с мясной начинкой; рыбные роллы с хрустящей корочкой; вяленые морские гребешки с белой редькой, приготовленной на пару; тушённая в вине курица с лапшой; тушённые в вине лягушки; плоды лонгана с мясной начинкой.
На десерт подают маш в сиропе, сладкие булочки, блинчики с начинкой из личи или консервированные абрикосы. Фуцзянь славится своими сортами чая (улун, фуцзяньский белый и чёрный чай, лапсан соучун, фучжоуский жасминовый). Фуцзяньская чайная церемония является одной из канонических в Китае. Среди алкогольных напитков наиболее популярны байцзю, хуанцзю и пиво.

### Праздники
Миньцы традиционно отмечают Праздник весны (сопровождается фейерверками и исполнением танца льва) и Праздник фонарей; Праздник середины осени (сопровождается приготовлением юэбинов и игрой в бобин); Праздник чистого света (сопровождается походом на кладбище для почитания памяти предков); Праздник холодной пищи (сопровождается запретом на разжигание огня); Праздник двойной девятки, Фестиваль голодных духов, день рождения Мацзу и день рождения Юй-ди.

### Свадебные традиции
Свадебные традиции миньцев в целом довольно близки к обычаям южно-китайской свадьбы. Среди миньцев приняты такие церемонии, как выкуп невесты (обычно преподносят золотые украшения, отрез шёлка или просто деньги); подарки молодожёнам (обычно дарят деньги в красном конверте); чайная церемония (молодожёны подают чай родителям и старейшинам клана, а те, в ответ, дарят им небольшие подарки). В качестве первого блюда на свадебном приёме подают жареного поросёнка.